# 1552 en musique classique
| \| • Retour à la chronologie générale de la musique classique • \| |
| Grèce • Rome • Haut Moyen Âge • VIIIe siècle • IXe siècle • Xe siècle • XIe siècle XIIe siècle • XIIIe siècle • XIVe siècle • XVe siècle • XVIe siècle • XVIIe siècle XVIIIe siècle • XIXe siècle • XXe siècle • XXIe siècle |
| • Retour à la chronologie générale de la musique classique • |

| Années en musique classique : 1549 - 1550 - 1551 - 1552 - 1553 - 1554 - 1555    |
| Décennies en musique classique : 1520 - 1530 - 1540 - 1550 - 1560 - 1570 - 1580 |

## Naissances
Vers 1552 :
- Rogier Michael, chanteur, compositeur et maître de chapelle franco-flamand († 25 janvier 1619)

## Décès
- 8 janvier : Eustorg de Beaulieu, poète, compositeur et pasteur français.
- 26 février : Heinrich Faber, compositeur, pédagogue et théoricien de la musique allemand.